# Talmi-Teshub
Talmi-Tesub (escrito también Talmi-Teššup o Talmi-Teshup) fue un príncipe hitita, virrey de Karkemish, estado vasallo del Imperio hitita, al sur de Hatti (al norte de la actual Siria) de finales del siglo XIII a. C. a mediados del siglo XII a. C. El rey hitita del Imperio nuevo, Suppiluliuma I fue su tatarabuelo.

## Biografía
Bajo su reinado, el reino de Carchemish parece que resistió la crisis de la caída del Imperio hitita.
Un sello encontrado en Ugarit ha permitido establecer que hijo y sucesor de Ini-Tessub.
Karkemish, como estado vasallo del imperio hitita gozaba sin embargo de una amplia autonomía. Gracias a ello, Talmi-Tesub pudo divorciarse de la princesa hitita Ehli Nikkal y romper los lazos con el rey de Ugarit, Ammurapi.
Los fragmentos hallados en Hattusa de un contrato con Suppiluliuma II, sugiere que el rey de Karkemish tenía, en el extremo del imperio hitita, un poder y una autoridad comparable a la gran rey de Hatti.
A su hijo y sucesor, Kuzi-Teshub, se le dispensaba el trato de Gran Rey, según un sello encontrado en 1985 en Lidar Höyük, a orillas del río Éufrates, y en inscripciones de los reyes de Milid (Arslantepe), la actual ciudad turca de Malatya.